# Puisseguin
Puisseguin är en kommun i departementet Gironde i regionen Nouvelle-Aquitaine i sydvästra Frankrike. Kommunen ligger i kantonen Lussac som tillhör arrondissementet Libourne. År 2022 hade Puisseguin 828 invånare.

## Befolkningsutveckling
Antalet invånare i kommunen Puisseguin
Referens:INSEE